# 韦哈勒
韦哈勒是位于中帝汶南海岸的一个传统王国，其势力范围现在分属于印度尼西亚和东帝汶。它经常与其邻近的姐妹王国被一起提及，称为“韦威库—韦哈勒”（Wewiku-Wehali、Waiwiku-Wehale）。韦哈勒在众多帝汶人小王国中拥有礼仪上的优先地位。
韦哈勒以拉兰村（今印度尼西亚韦哈勒村）为中心，位于适合多种农业的肥沃平原上。它属于南德顿语区（又称贝鲁）。南德顿人实行母系制度。政治体系的顶端是一个“大领主”（Nai Bot），他拥有“上帝之子”（Maromak Oan）的头衔。他在礼仪上处于被动地位，因为其象征意义为“女性”。他的身边有一个执行“男性”角色的摄政者或助手，称为“柳赖”（Liurai，意为“超越土地”）。

## 历史
根据口述傳統，韦哈勒是从曾经覆盖地球的水中出现的第一块土地，这使它从帝汶人的角度来看成为世界的中心或起源。其他传说提到帝汶人在古代从“中国白马六甲”（Sina Mutin Malaka）迁徙而来的情况。其历史背景不清楚，但麦哲伦探险队的安东尼奥·皮加费塔在1522年访问帝汶时的记述确认了韦威库—韦哈勒王国的重要性。17世纪，韦哈勒的统治者被描述为“一个皇帝，所有岛上的国王都向他进贡，视其为他们的宗主”。他与穆斯林的望加锡王国保持友好联系，但他的权力被葡萄牙人在1642年和1665年的毁灭性入侵所遏制。韦哈勒此时被纳入葡萄牙的势力范围，但似乎与其殖民宗主联系有限。

## 荷兰东印度公司
1749年彭富伊战役后，葡萄牙对西帝汶的控制大大减弱，之前被限制在古邦活动的荷兰东印度公司扩大了其对岛屿大部分地区的影响力。在1750年代，韦哈勒亲近荷兰东印度公司，1756年，韦哈勒“柳赖”哈辛托·科雷亚与荷兰外交官约翰内斯·安德烈亚斯·帕拉维奇尼签署一份合同。根据这份合同，韦哈勒“柳赖”是包括迪尔玛、拉克洛、卢卡、维克克、科拉拉和巴尼巴尼在内的大量帝汶王国的宗主。荷兰希望这份合同能自动将大部分东帝汶纳入其势力范围，但韦哈勒的礼仪权威而非行政权威不足以实现这一点。这实际上导致韦哈勒在接下来的一个世纪里在荷兰和葡萄牙之间摇摆不定。

## 分割和后来的殖民统治
1859年，葡萄牙和荷兰殖民者最终在帝汶岛划定了一条殖民边界，韦哈勒的统治中心位于荷属帝汶一侧。1862年，一名荷兰官员被派驻在贝鲁北海岸的阿塔普普，但荷兰殖民当局在1898年之前没有对南海岸进行勘测。1900年和1906年发生了短暂的军事冲突。荷兰在1915—1916年重组了贝鲁的行政区划，试图利用传统统治者作为自治者（在殖民监督下的拉者）。“上帝之子”巴里亚·纳哈克于1925年去世，荷兰试图在1925—1930年期间扶持他的侄子塞兰·纳哈克作为贝鲁的拉者，但未成功。1949年印度尼西亚独立后，传统的治理形式逐渐被淘汰，但传统精英群体仍然在地方保留了一定的重要性。